# Kościół Niepokalanego Poczęcia Najświętszej Maryi Panny w Trzebieszewie
Kościół Niepokalanego Poczęcia NMP – kościół filialny w Trzebieszewie, w województwie zachodniopomorskim. Wybudowany w roku 1446.
W roku 1443 pisma urzędowe wymieniają proboszcza parafii Jakuba Stiemke. W skład parafii wchodziły okoliczne wsie: Jatki, Grębowo, Borucin, Świniec. W 1466 roku z inicjatywy Heinricha von Witten wybudowano kościół. W parafii pełniło posługę trzech księży, dla których ufundowano ołtarz główny i dwie altarie: z prawej strony ołtarz Brüsewitzów a z lewej von Ploetschów ze Świńca. W 1466 roku Heinrich Wachholz sprzedał swoją siedzibę w Grębowie radzie miejskiej z Kamienia na utrzymanie kościoła. W roku 1520 i później nastąpiły dalsze transakcje. Joachim i Eggart Brüsewitz sprzedali ziemię i siedzibę w Trzebieszewie oraz dom w Borucinie za 800 florenów na utrzymanie kościoła. Sprzedaż ta była potwierdzona przez dokument księcia Bogusława X wystawiony w Wolinie.

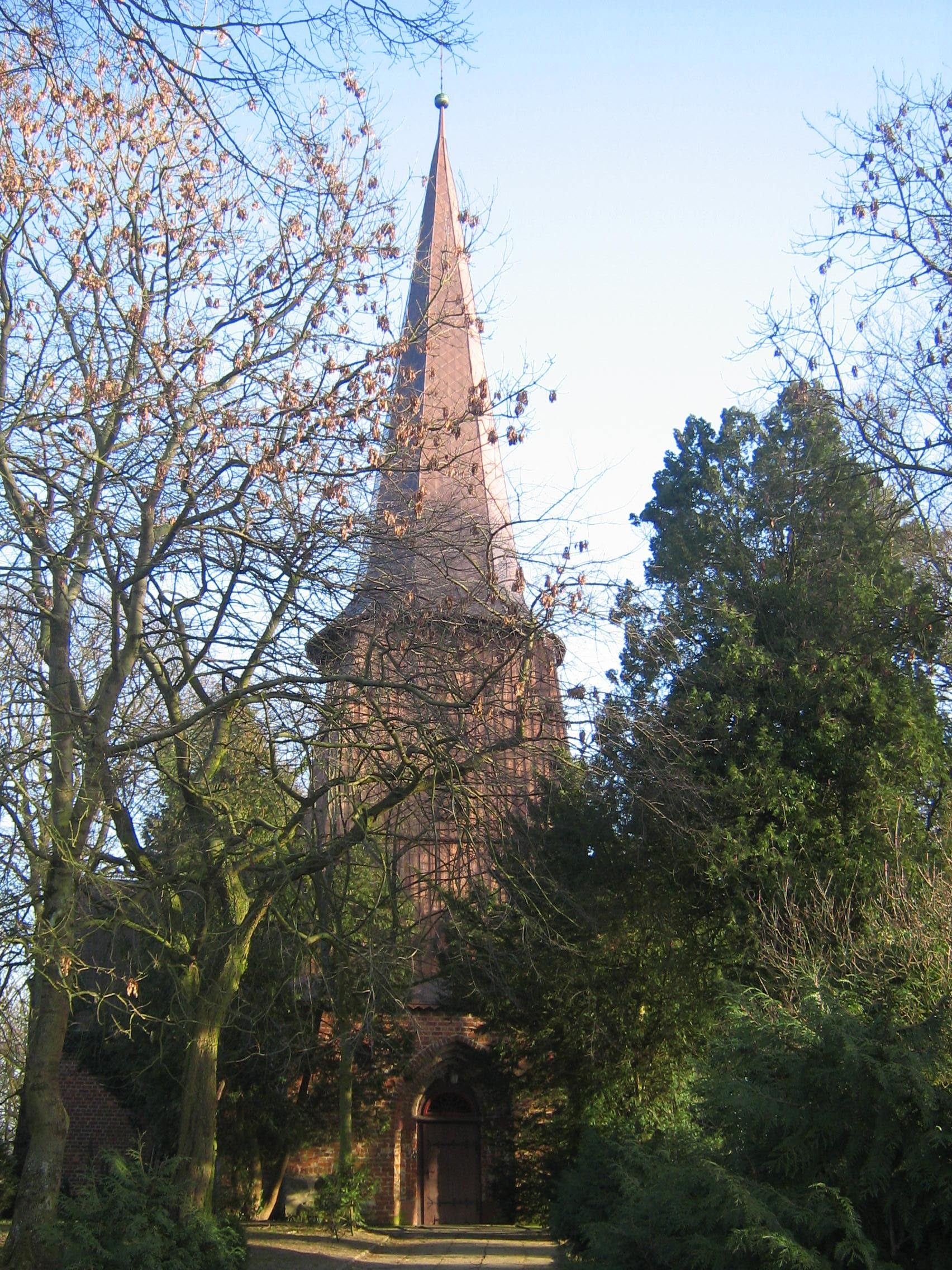
Wieża kościelna

Pierwszym ewangelickim pastorem został Christian Woestenius (1550). Po wprowadzeniu protestantyzmu, w roku 1570 podczas inspekcji kościelnej nakazano rozebrać dwa boczne ołtarze. W 1596 roku zawaliła się wieża kościelna. Urzędujący wówczas proboszcz Petrus Venske rozpoczął działania w celu jej odbudowania. Wieża otrzymała dębowe oszalowanie, ufundowano też nowe ławki a cmentarz ogrodzono murem z kamieni polnych.
W roku 1643 kościół został splądrowany przez wojska cesarskie. Siedem lat później, w 1650 r., zniszczone wnętrza odbudowano, wymalowano strop kościoła i oszalowano od nowa wieżę. Zgodnie z postanowieniami pokoju westfalskiego, kończącego wojnę trzydziestoletnią, jeden fragment parafii trzebieszewskiej podlegał pod szwedzkiego prepozytora w Kamieniu, a drugi pod brandenburskiego superintendenta w Cerkwicy.
W 1659 roku Ekkard von Brüsewitz podarował kościołowi pozłacany srebrny kielich. W 1661 roku powiększono plebanię i odrestaurowano mur cmentarny a Joachim von Plotz ze Świńca podarował Kościołowi 100 florenów. W 1666 roku po śmierci proboszcza Petrusa Reynariusa probostwo w Trzebieszewie nie było obsadzone przez pięć lat ponieważ szwedzkie miasto Kamień i protektorzy brandenburscy nie mogli uzgodnić kandydata na to stanowisko. Doszło do procesu zakończonego polubownie. Probostwo objął kandydat Brandenburgii.
W 1680 od nowa oszalowano wieżę a lejtnant Eggert von Witten z Trzebieszewa i Eggert von Plotz dali 15 i 12 florenów na nową ambonę. W roku 1690 w dwóch kaplicach zbudowano loże kolatorskie dla rodzin szlacheckich: Wittenów z Trzebieszewa i Brusewitzów z Będziszewa. Rodziny te ufundowały również nowy ołtarz dla kościoła.
W 1719 roku zawieszono duży dzwon, który wcześniej zerwał się w czasie pogrzebu sołtysa Doberpuhla. W roku 1917 dzwon ten został zarekwirowany i przetopiony na cele wojenne. W roku 1739 na zamówienie pastora Polemana został zakupiony i zamontowany na wieży zegar. Jeszcze w 1929 roku leżał na podłodze wieży, ale był już zepsuty.
W roku 1825 przebudowano podłogę kościoła. Zlikwidowano stare krypty grobowe a w 1897 usunięto wszystkie grobowce z kościoła. W roku 1846 zbudowano nową plebanię i stodołę. W 1854 roku z dobrowolnych składek wiernych ufundowano organy. Wykonał je mistrz Frohreich z Kamienia za 300 talarów.
W 1897 roku po odprawieniu ostatniego nabożeństwa w niedzielę Trójcy Świętej przez rok trwał remont. Nabożeństwa w tym czasie odprawiano w parku za dworem, gdzie przeniesiono ławki i ambonę. W czasie złej pogody nabożeństwa odprawiano w szkole. Podczas remontu wyrównano poziom murów kościoła i wieży, odnowiono ukośne pilastry murów. W pierwotnym stanie zostawiono absydę, wejście do kościoła, ściany północną i południową. W roku 1908 wstawiono do kościoła nowy żeliwny piec.
18 września 1909 w wieżę kościelną uderzył piorun, nie czyniąc jednak wielkich szkód. Jesienią roku 1911 wieża od północnej strony została na nowo oszalowana deskami dębowymi. W wigilię Bożego Narodzenia 1924 roku, został zawieszony nowy dzwon.
Na początku 1926 roku w wieku 76 lat zmarł pastor Wilhelm Keiper. Jego następcą został pastor Ernst Biastoch, który pełnił służbę do 1930 roku. Po nim pastorem został mianowany wielebny Weigle sprawujący urząd do końca II wojny światowej. Z jego inicjatywy w 1937 roku odmalowano wnętrze kościoła, prace wykonał malarz kościelny Hoffman z Ziębic. W 1942 roku wstawiono dwa witraże w boczne okna przy ołtarzu. Okno po lewej przedstawia scenę z Emaus, a po prawej scenę ze świątyni jerozolimskiej - Przyniesienie Jezusa do świątyni.
12 października 1945 obiekt przeszedł pod opiekę Kościoła rzymskokatolickiego i został poświęcony. 24 grudnia 1945 roku do Trzebieszewa wraz z księdzem Michałem Kasprukiem dojechał transport repatriantów z Brzozdowiec. Jeszcze tego samego dnia odprawiono pierwszą polską mszę w domu jednego z repatriantów.

## Architektura

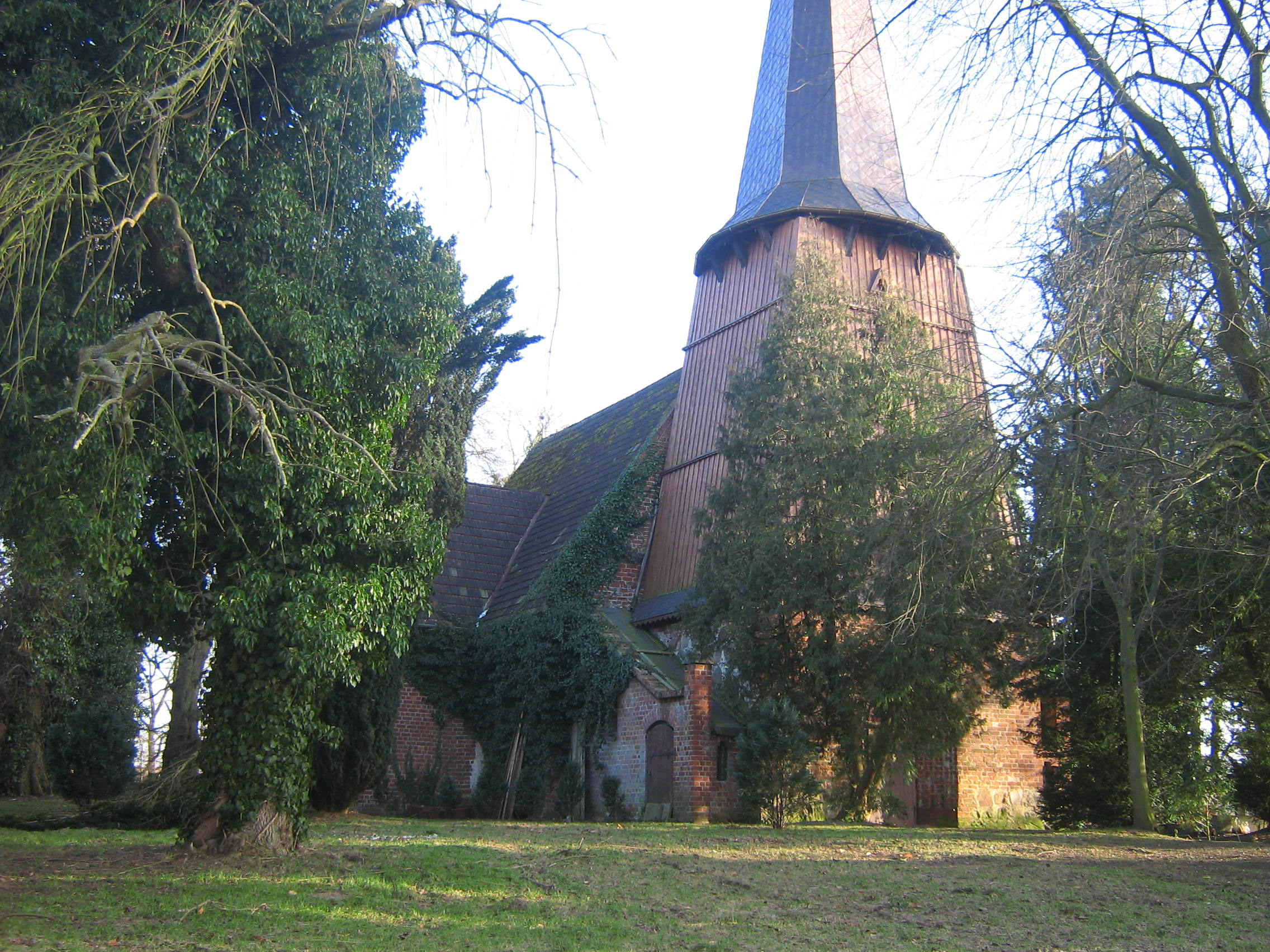
Widok kościoła

Kościół zlokalizowano w zachodnim skraju Trzebieszowa na kwartale wydzielonym niewysokim, kamiennym murem z bramkami. Pierwotnie był to kościół salowy, orientowany, bez wieży zachodniej z dwoma bocznymi kaplicami i prezbiterium, zamkniętym od wschodu poligonalnie, oskarpowanym. Sprawą sporną pozostaje forma architektoniczna wieży. Obecność blend w szczycie zachodnim mogłaby świadczyć o planowanym wzniesieniu niewielkiej wieży na planie kwadratu. Niemiecki inwentaryzator powiatu Kamień w swojej rekonstrukcji trzebieszewskiej świątyni przedstawił koncepcję korpusu nawowego powiązanego z murowaną podstawą wieży, na której osadzono drewnianą konstrukcję dzwonnicy krytej ostrosłupowym hełmem. Ściany podstawy wieży miałyby być jednak węższe od obecnych.

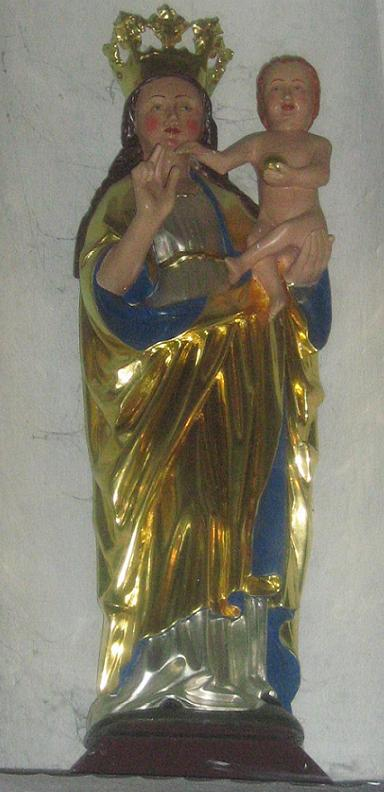
Pozłacana figurka Najświętszej Marii Panny z XIV wieku

Mury budowli posadowione na kamiennym fundamencie wzniesiono w całości z cegły. W XV wieku do ścian północnej i południowej korpusu nawowego dobudowano dwie kaplice. W kaplicy południowej w roku 1690 utworzono lożę kolatorską. W trakcie XIX-wiecznej rozbudowy kościoła podwyższono nieco i wyrównano koronę murów wieńcząc je profilowanym gzymsem. Powiększono też przestrzenie kaplic bocznych czyniąc je symetrycznymi, a w narożach prezbiterium i kaplic dobudowano pomieszczenia zakrystii i składziku. Zmieniono wykroje okien w ścianach północnej i południowej, a we wnętrzu zainstalowano empory: chórową i kolatorskie. Prawdopodobnie w tym też czasie zlikwidowano portal południowy. Po obu stronach podstawy wieży dobudowano kryte schody wiodące na empory z wejściami od zewnątrz oraz wymieniono odeskowanie szkieletowej konstrukcji wieży. Całość kryta jest ceramicznym dachem dwuspadowym, wielopołaciowym nad zamknięciem prezbiterium. Zadaszenie kaplic bocznych tworzących dziś pseudotransept również dwuspadowe poprzeczne w stosunku do nawy.
Wieża wzniesiona na planie kwadratu jest wyraźnie dwukondygnacyjna. W kamienno-ceglanej podstawie o grubych murach równych wysokością murom obwodowym znajduje się portal zachodni o rozglifionych, uskokowych, zwieńczonych ostrołukiem ościeżach, będącym wejściem do świątyni przez kruchtę wieżową. Drugą kondygnację tworzy zwężająca się ku górze dzwonnica o konstrukcji szkieletowej, odeskowanej. Wieńczy ją ostrosłupowy hełm z okapem kryty łupkiem skalnym, zakończony kulą i iglicą.
Otoczenie kościoła porośnięte starodrzewem pełni funkcję cmentarza. Po zachodniej stronie kościoła znajduje się grobowiec o formie klasycystycznej.